# Marianne Faithfull (Album)
Marianne Faithfull ist das zweite Album der Sängerin Marianne Faithfull, das in Großbritannien erschien. Es wurde 1965 veröffentlicht und war ihr Debütalbum auf dem US-amerikanischen Markt. Es enthält die Top-Ten-Hits As Tears Go By und Come and Stay With Me.

## Geschichte
Kurz nachdem Faithfull von Andrew Loog Oldham für Decca Records unter Vertrag genommen worden war, hatte sie im Herbst 1964 in Großbritannien mit dem von Mick Jagger und Keith Richard geschriebenen Stück As Tears Go By einen Top-10-Hit. Daraufhin war dort nach einem weiteren Top-10-Hit, Come and Stay With Me, mit Come My Way ihr erstes Album veröffentlicht worden.
Das zweite Album Marianne Faithfull erschien kurze Zeit später im Mai 1965 in Großbritannien und in den USA. Das von Mike Leander produzierte Album enthält neben Hits von Marianne Faithfull wie As Tears Go By und Come and Stay With Me auch Coverversionen wie What Have They Done to the Rain oder I’m a Loser.
Die Titellisten der in Großbritannien und den USA erschienenen LP waren zunächst identisch, jedoch waren auf der britischen Ausgabe zwei zusätzliche Titel: Downtown und Can't You Hear My Heartbeat. Im Laufe des Sommers erschien in den USA eine Neuausgabe des Albums, in dem zusätzlich ihr aktueller US-Hit This Little Bird an Stelle des Titels They Never Will Leave You aufgenommen worden war. Die auf dem Album enthaltenen Hits As Tears Go By, Come and Stay With Me und This Little Bird erreichten in den US-Charts die Plätze 22, 26 und 32.
Das Album erreichte Platz zwölf der US-Albumcharts, hielt sich dort 31 Wochen und war Faithfulls erfolgreichstes Album in den USA. In Großbritannien belegte das Album Platz 10. Ken Barns bezeichnet das Album als „eine überaus angenehme Pop-Platte mit übergenug gutem Material“. Jon Pareles sieht die musikalischen Erfolge der „engelsgesichtigen und mit süß klingender Stimme“ singenden Faithfull im Jahre 1965 eher sekundär, bekannt geworden sei sie durch ihr Verhältnis mit Mick Jagger.

## Titelliste
Die Titelliste orientiert sich an der US-amerikanischen Erstausgabe (Katalognummer London 423) und enthält Informationen zu Songtitel (Komponist/Texter) – Dauer.
Seite 1
1. Come and Stay with Me (Jackie DeShannon) – 2:27
2. They Will Never Leave You (André Popp) – 2:13
3. What Have They Done to the Rain (Malvina Reynolds) – 2:56
4. In My Time of Sorrow (Del Shannon) – 2:22
5. What Have I Done Wrong? (Michael George Farr, alias Mike Leander) – 1:56
6. I’m a Loser (John Lennon/Paul McCartney) – 2:17

Seite 2
1. As Tears Go By (Mick Jagger/Andrew Loog Oldham/Keith Richards) – 2:40
2. If I Never Get to Love You (Burt Bacharach/Hal David) – 2:18
3. Time Takes Time (Marianne Faithfull/Barry Fantoni) – 1:42
4. He’ll Come Back to Me (Michael George Farr, alias Mike Leander) – 2:36
5. Paris Bells (Jon Mark) – 2:49
6. Plaisir d’amour (18. Jahrhundert: Jean-Paul-Égide Martini/Jean-Pierre Claris de Florian) – 2:35

Zusätzliche Titel auf der britischen Ausgabe (Katalognummer Decca LK 4689)
1. Downtown (Tony Hatch) – 2:48
2. Can’t You Hear My Heartbeat (John Carter/Ken Lewis) – 2:27

Zusätzlicher Titel auf der US-Neuauflage (Katalognummer London LL 3423)
1. This Little Bird (John D. Loudermilk) – statt They Never Will Leave You[10]

Zusätzliche Titel der CD-Veröffentlichung (Japan 2003)
1. Morning Sun
2. Greensleeves
3. The House of the Rising Sun
4. The Sha La La Song
5. Oh Look Around You
6. I’d Like to Dial Your Number